# Waltzing in the Clouds
Waltzing in the Clouds ist ein Lied, das Robert Stolz unter dem Titel Singend, klingend ruft dich das Glück ursprünglich für den deutschen Film Frühlingsparade aus dem Jahr 1934 komponiert hatte, auf dem der Liebesfilm  Spring Parade aus dem Jahr 1940 basiert, in dem das Lied zum Einsatz kam und eine Oscarnominierung erhielt. Der englische Text stammt von Gus Kahn. Deanna Durbin, die neben Robert Cummings die Hauptrolle spielte, trug das Lied dann auch im Film sowohl allein als auch in Begleitung von Robert Cummings vor. Der Film erhielt neben der Nominierung für den „Besten Song“, weitere drei Nominierungen für einen Oscar.

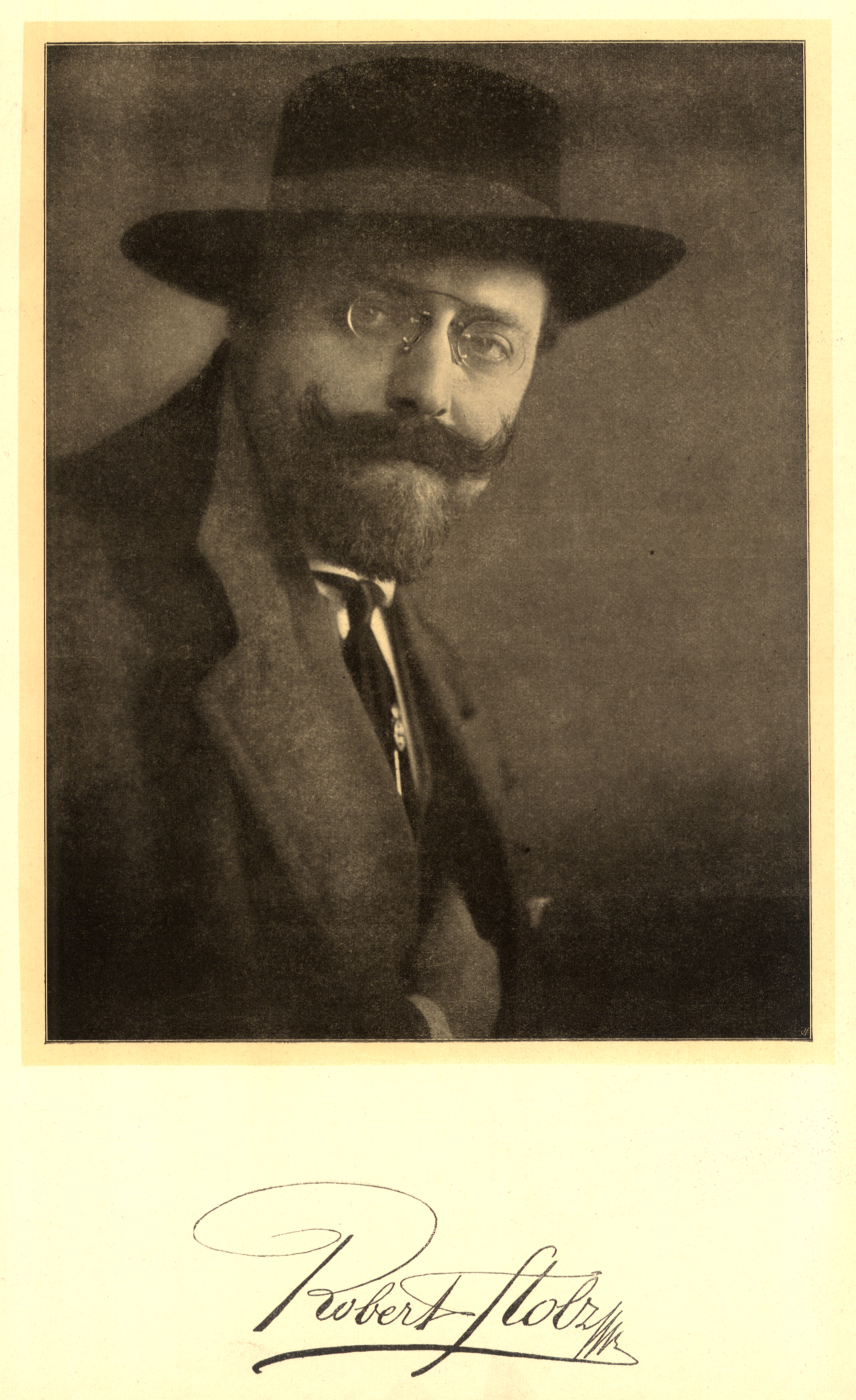
Robert Stolz, der Komponist von Waltzing in the Clouds

Das Lied erzählt davon, wie jemand, der bisher fest mit den Füßen auf dem Boden stand, eine Walzermelodie hört und einen bestimmten Menschen lächeln sieht und in eine Traumwelt entschwebt und mit diesem Menschen hoch in den Wolken weit weg von allem Walzer tanzt, immer weiter tanzt.
Waltzing in the Clouds erschien bei Brunswick (DL 2093 0325-A), gesungen von Deanna Durbin, begleitet von Charles Previn & seinem Orchester.

## Auszeichnungen
1941 war Waltzing in the Clouds in der Kategorie „Bester Song“ für einen Oscar nominiert. Die Auszeichnung ging jedoch an Leigh Harline und Ned Washington für ihr Lied When You Wish Upon A Star aus dem Zeichentrickfilm Pinocchio.  

## Coverversionen
Die englische Popsängerin Anne Shelton sang das Lied ebenso wie Nana Mouskouri (1982). 
Die Sopranistin Julia Migenes und der Tenor Sebastian Reinthaller brachten die CD Waltzing in the Clouds – „The Music of Robert Stolz“ heraus, die den Song beinhaltet.
Bei den British Hit Singles (Jan. 1940–Dec. 1949) stand Waltzing in the Clouds in der Version mit Deanna Durbin auf Rang 19.